# Mario Faber
Mario Faber (8 agosto 1959) è un ex calciatore ed ex giocatore di calcio a 5 olandese.
È stato il primo marcatore in assoluto della Coppa del Mondo di calcio a 5.

## Carriera
Faber ha giocato per lungo tempo a calcio nell'UVS Leiden, con la cui maglia ha realizzato complessivamente 57 reti. Utilizzato nel ruolo di giocatore di movimento, vanta come massimo riconoscimento in carriera la partecipazione, con la Nazionale di calcio a 5 dei Paesi Bassi, al FIFA Futsal World Championship 1989 dove la selezione orange ha conquistato un prestigioso secondo posto alle spalle del Brasile, tuttora il miglior risultato dei Paesi Bassi al mondiale.